# Des Bottes
Des Bottes es una localidad de Santa Lucía que forma parte del distrito de Soufrière.